# Hasard
Cet article possède des paronymes, voir Hazard, Azar et Azhar.
Pour le roman de J. M. G. Le Clézio, voir Hasard (roman).

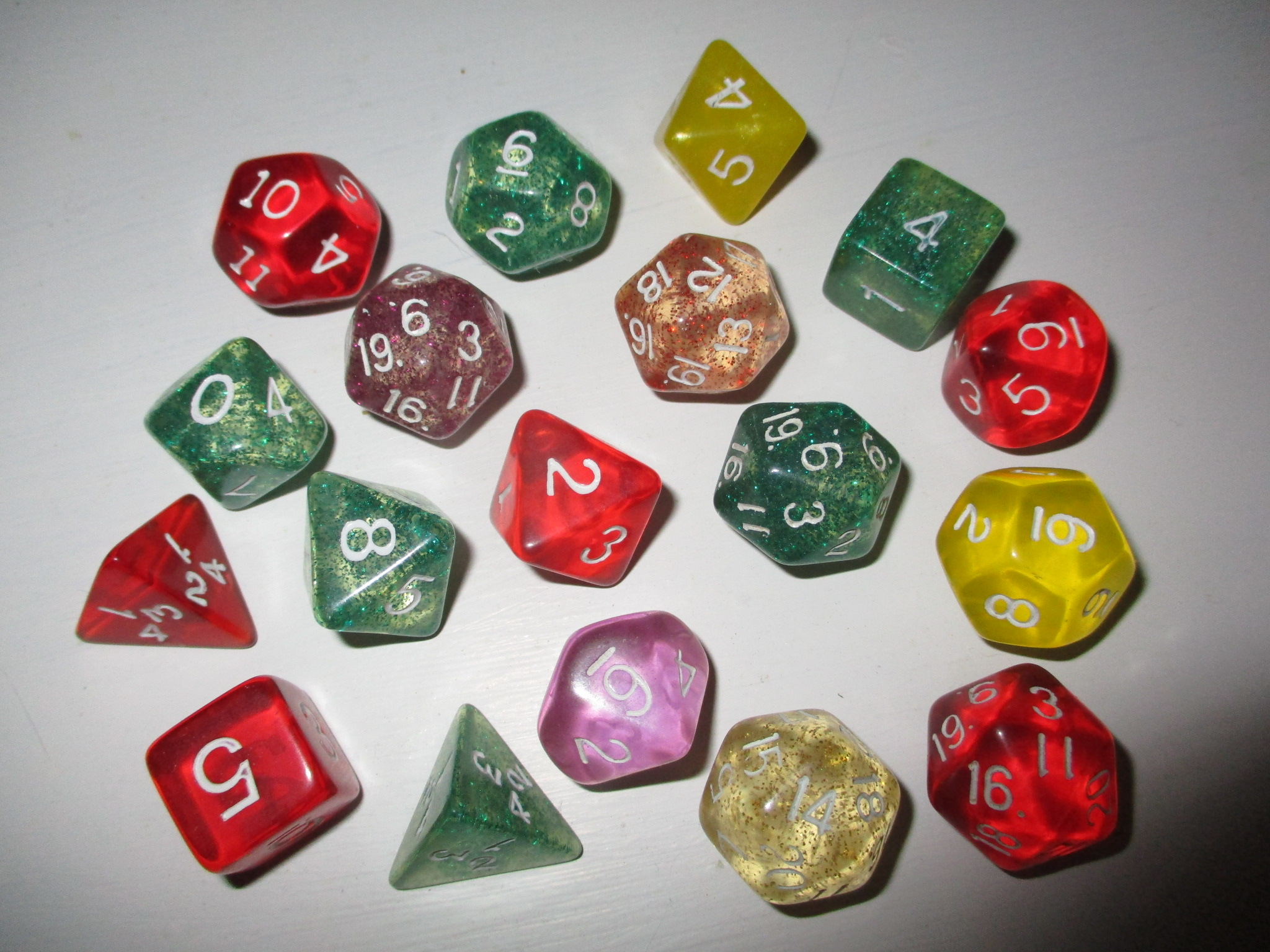
Les jeux de dés sont des symboles du hasard (jeux de hasard).

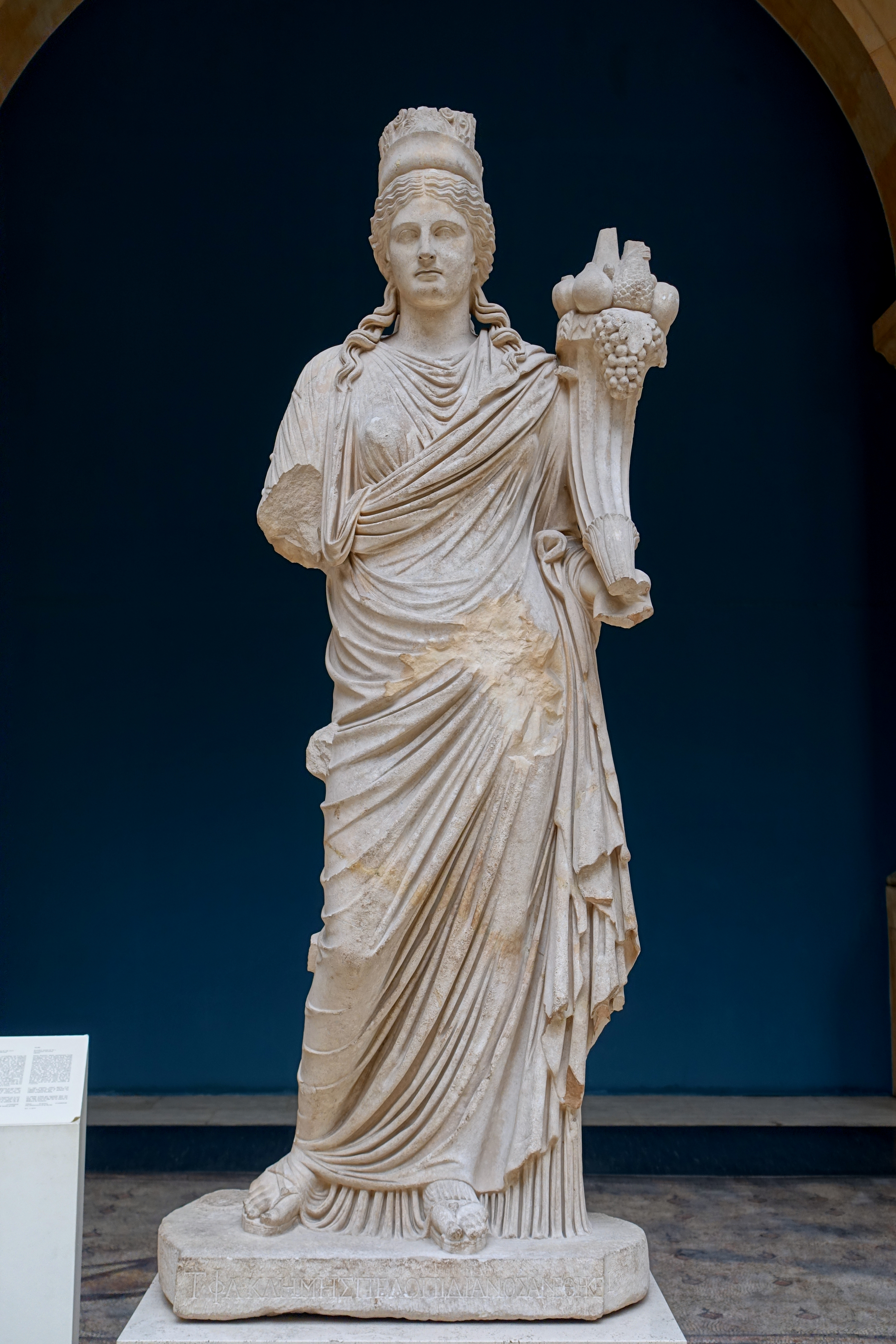
Tyché ou Fortuna et sa corne d'abondance (fortune, hasard, en grec ancien, sort en latin) déesse allégorique gréco-romaine de la chance, des coïncidences, de la fortune, de la prospérité, de la destinée…

Le hasard est le principe déclencheur indispensable invoqué pour un événement dont aucune cause n’est connue. Il peut être synonyme de l'« imprévisibilité », de l'« imprédictibilité », de fortune ou de destin.

## Étymologie
On attribue l'origine du mot hasard à l'arabe « az-zahr, الزهر » signifiant à l'origine « dés » et ayant pris la signification de « chance », car il désigna jusqu'au XIIe siècle un jeu de dés, mais aussi par métaphore tous les domaines relevant de la « science de la Chance » (Averroès). Cependant, le Trésor de la langue française signale que le terme « az-zahr » dans le sens de « dé à jouer » est relativement moderne et propose l'étymologie « yasara » (« jouer aux dés ») dont l'existence est attestée en arabe classique.
Le mot se charge de nouvelles significations, et notamment de celle de « danger ». Déjà perceptible dans le mot « hasardeux », ce nouveau sens est devenu le noyau sémantique de l'anglais « hazard ».

## Tentatives de définition

### Aristote
Voici la définition qu'Aristote donne du hasard : « il y a une foule de choses qui se produisent et qui sont par l’effet du hasard et spontanément », mais il affirme que « le hasard, ni rien de ce qui vient du hasard ne peut être la cause des choses qui sont nécessairement et toujours ou des choses qui arrivent dans la plupart des cas ».
En d'autres termes, le hasard est fréquent, et s'oppose à la certitude et à l'ordinaire. Aristote n'élabore pas plus sur le hasard, mais puisque le hasard est lui-même une chose très ordinaire, il n'est pas la cause de lui-même.

### Cournot
Il est intéressant de mettre cette définition en parallèle avec celle que donne Cournot au XIXe siècle, qui définissait le hasard, dans une proposition devenue célèbre, comme la « rencontre de deux séries causales indépendantes ». Pour lui, les événements en eux-mêmes sont supposés tout à fait déterminés quant à leur cause et à leur effet (il définit le concept de série causale) ; c’est de leur rencontre imprévisible, de l’intrusion d’une nouvelle causalité indépendante dans le déroulement d’un processus que naît le hasard. Par exemple :
- si la pluie a fait des dégâts au toit d'une maison, et que de fil en aiguille, de cause à effet, une tuile vient à s'en détacher, on se trouve dans une « série causale » ;
- s’il se met à faire beau (« Après la pluie, le beau temps »), et que je décide de partir me promener, on se trouve dans une autre série, une autre « histoire » ;
- si je prends la tuile sur le coin de la tête, c'est que le hasard a fait se rencontrer deux processus qui tout d'un coup concordent et dans le temps et dans l'espace.

Cette définition du hasard est à relier à la théorie du chaos qui traite de systèmes totalement déterministes mais qui ont néanmoins un comportement chaotique qui peut s'interpréter comme du hasard.

### Bergson
Henri Bergson, quant à lui, reprend la définition proposée par Cournot, mais avance l’idée que pour un homme « l’enchaînement mécanique des causes et des effets » ne prend le nom de hasard que s’il s’y sent impliqué. Ainsi, la chute d’une tuile aux pieds d’un passant relève du hasard. Il en sera de même si, au détour d’une rue, je rencontre une personne à qui j’avais justement l’intention de parler.
« Il n’y a de hasard que parce qu’un intérêt humain est en jeu et parce que les choses se sont passées comme si l’homme avait été pris en considération, soit en vue de lui rendre service, soit plutôt avec l’intention de lui nuire. […] Vous ne voyez plus que du mécanisme, le hasard s’évanouit. Pour qu’il intervienne, il faut que, l’effet ayant une signification humaine, cette signification rejaillisse sur la cause et la colore, pour ainsi dire, d’humanité. Le hasard est donc le mécanisme se comportant comme s’il avait une intention ».
Lorsque les causes du hasard sont vues comme relevant de lois prédéterminées et immuables, on parlera de "destin". La chaîne des événements déterminés par le destin, qu’on peut appeler les hasards de la vie – prend le nom de "destinée".
Un enchaînement malheureux de hasards apparents devient la "fatalité." Ce sera précisément le cas si la tuile déjà mentionnée assomme ou a fortiori tue notre passant.

## Le hasard dans les sciences
Si on tient compte du point de vue déterministe des sciences de la nature, tout phénomène a une cause déterministe. Les seuls cas où ceci n'est pas vérifié, sont :
- les phénomènes issus directement ou indirectement d'un phénomène quantique, qui sont donc fondamentalement non déterministes (c'est typiquement le cas des désintégrations nucléaires, et des ondes électromagnétiques) ;
- les systèmes présentant un ou plusieurs points de bifurcation. Le système est alors parfaitement déterministe, dans l'absolu, mais le manque de précision dans la connaissance (la mesure) de l'état présent du système rend impossible la prédiction de son comportement futur, en pratique. Ce genre de système est appelé chaotique. Par exemple : le mouvement, ou la sortie des boules du Loto. Leur mouvement est totalement déterministe, calculable par les lois de Newton, si l'on connaît avec grande précision leurs positions et vitesses initiales. Cependant, une erreur même minuscule dans la mesure d'une seule position d'une des boules s'amplifie et produit une erreur énorme dans la prédiction de la position des boules après 1 minute d'agitation, rendant la prédiction des boules sortantes et de leur ordre, pratiquement impossible.[réf. nécessaire]
- Sont également parfois considérés comme « hasardeux » les systèmes dynamiques dont le niveau de complexité est tel que l'esprit humain ne peut en déterminer le devenir. Par exemple, la croissance d'une plante, en environnement contrôlé, est théoriquement déterministe (les molécules suivent des lois déterministes). Cependant il faudrait avoir à disposition une connaissance complète du modèle de développement de la plante si détaillé, qu'il paraît impossible de prédire la forme exacte de la plante, au micromètre près, sur plusieurs semaines.

On voit que dans les deux derniers cas, la notion de hasard dépend de l'information disponible à la personne qui juge du caractère "hasardeux" d'une situation donnée. Les avancées en science laissent de moins en moins de place au hasard (par exemple, la météo du lendemain n'est plus considérée comme un phénomène aléatoire, alors qu'au Moyen Âge, on l'attribuait probablement au hasard ou bien à la volonté divine).[réf. nécessaire]
Cependant, l'évolution d'un système ne peut-être parfaitement déterminée que si tous les facteurs sont calculés avec une précision infinie. À défaut, on parle alors de probabilité, permettant alors de prédire avec la plus grande précision possible la possibilité que ledit système puisse évoluer d'une certaine manière (passer par un point précis, à un instant précis, atteindre son but dans un temps donné précis, etc.). Le déterminisme n'est pas annihilé mais se trouve alors « limité ».

### Le hasard dans différents domaines scientifiques
Selon Nicolas Gauvrit, les domaines qui, en mathématiques, peuvent nous apprendre quelque chose sur le hasard sont :
- les probabilités (qui englobent la théorie ergodique) ;
- les systèmes dynamiques (dont la théorie du chaos) ;
- la théorie des graphes ;
- la sémantique de Kripke en logique ;
- la théorie algorithmique de l'information, en informatique théorique.
- en théorie des probabilités et en statistique, on parle de variables aléatoires, c'est-à-dire de distributions de probabilité. Dans les matrices aléatoires, les nombres rangés en ligne et colonnes sont tirés au hasard. Plusieurs propriétés statistiques universelles ont été découvertes, les mêmes quel que soit le type de hasard utilisé. Les matrices aléatoires se retrouvent dans quantité de situations du quotidien (temps d'attente de la rame du métro, tsunamis, cours de bourse, etc.) et se sont révélées fécondes en mathématiques (nombres premiers), en biologie (forme des protéines) et en physique théorique (niveaux d'énergie des noyaux atomiques, conduction électronique, etc.)[9]

Les sciences exactes sont celles qui cherchent à réduire le plus l'effet de hasard.
- En informatique, le terme « hasard » peut paraître assez incongru, mais lorsque l'on parle de « hasard », on veut surtout parler de génération de nombres « pseudo-aléatoires » : la logique qui les sous-tend est supposée suffisamment éloignée du problème où on les injecte pour ne pas se distinguer d'une suite « réellement » aléatoire.
- En mathématiques, les décimales de pi n'ont rien d'aléatoire, mais la distribution des chiffres ou des groupes consécutifs de N chiffres de ses décimales ont cependant les caractéristiques d'un phénomène aléatoire.

- En théorie algorithmique de l'information, la notion de « suite aléatoire » possède des définitions précises.

Les systèmes chaotiques et hasardeux régissent un grand nombre de phénomènes naturels.
- En physique, des phénomènes sont représentés comme des aléas. C'est le cas, par exemple, en mécanique quantique ou en théorie cinétique des gaz.
- En biologie, les lois de l'hérédité suivent les lois du hasard (« Ce sera un garçon ou une fille ? »). L'évolution du monde vivant se fait en partie au hasard : on parle de contingence de l'évolution, c'est-à-dire d'un hasard mettant en jeu des paramètres si nombreux et si complexes qu'ils ne peuvent être déduits dans l'état actuel de la science (on ne dispose pas de lois de probabilité)[10].
- En médecine, certaines maladies multi-factorielles (cancer…) ne sont pas prévisibles.

Les sciences humaines et sociales comportent une forte part de hasard :
- en économie, le manque de prévisions fiables montre que cela dépend du hasard ;
- en sociologie, les sondages se font sur des personnes tirées au hasard ;
- en psychologie, la théorie dite des « probabilités subjectives » étudie la manière dont nous percevons le hasard.

Moyens d'appréhender le hasard
- Comprendre les phénomènes pour les prévoir :
  - par une méthode scientifique et expérimentale ;
  - par une méthode empirique (« D'expérience, je sais que cela va se passer comme cela »).

- Plus on considère un grand nombre d'expériences ou des échantillons importants, plus on réduit l'effet de hasard. Par exemple, quand on lance une pièce équilibrée, plus on réalise de lancers, plus il est probable que le nombre (« relatif au nombre total de lancer ») de piles obtenus soit proche du nombre de faces (par exemple, pour 1000 lancers, la probabilité que la différence entre ces deux valeurs soit moins de 20 est 49 %[11] ; alors que pour 10 000 lancers, la probabilité que la différence entre ces deux valeurs soit moins de 200 (ce qui est équivalent à 20 pour 1000) est 96 %[12]). En termes mathématiques, ces résultats sont donnés par la loi des grands nombres, par exemple.

### Formalisation du hasard
Scientifiquement, l’acquisition des possibilités de traitement des grands nombres a permis d’étudier les conditions de l’apparition et du développement des formes de hasard :
- la théorie des probabilités que Blaise Pascal a largement contribué à fonder,
- la remise en cause de l'espérance mathématique comme critère universel d'utilité par Émile Borel en 1928,
- la mathématisation de la notion de « hasard » par Andreï Kolmogorov avec la notion de complexité de Kolmogorov,
- la mathématisation de la contingence par Andreï Kolmogorov en 1931 (avec les équations forward et backward),
- l'usage des probabilités dans les questions de stratégie militaire ou économique par la théorie des jeux de John von Neumann et Oskar Morgenstern en 1944 (stratégies mixtes),
- la mathématisation du hasard de l'observation dans les phénomènes quantiques (relations d’incertitude de Heisenberg).

On y trouve un écho de la philosophie de Démocrite, selon laquelle « Tout ce qui existe est le fruit du hasard et de la nécessité ».
Le hasard du mouvement et de la rencontre des atomes les uns avec les autres, déjà exposé chez Démocrite, sera revisité par la mécanique quantique, pour laquelle le hasard ne peut se définir que là où il y a un observateur (les fonctions d'onde sont en effet parfaitement déterminées ; seule leur « réalisation » est aléatoire).[réf. nécessaire]
- Il importe de ne pas confondre le chaos et le hasard : le comportement erratique de systèmes résulte d’un enchevêtrement de séries causales engendrant des conflits d’actions, qui semblent indépendantes car trop complexes pour être analysées. Le hasard, lui, exprime simplement une absence d'information, que celle-ci puisse exister ou non. Néanmoins, les systèmes chaotiques sont couramment utilisés dans les générateurs de hasard.
- La complexité n’intervient pas non plus en tant que telle : on peut créer nombre de modèles extrêmement simples, et qui obéissent pourtant à un processus imprévisible, ou dont le comportement paraît déconcertant (voir Fourmi de Langton). Une fonction d’émergence se manifeste souvent dans les systèmes complexes observés, et a suggéré la notion d'auto-organisation.

Le hasard peut souvent être transcrit en lois probabilistes. Probabilités et statistiques permettent une plus fine observation du monde et donc des projections plus rigoureuses dans l’avenir.
Mais une distinction fondamentale doit être faite quant aux différentes formes de hasard : comme le montre Mandelbrot dans Hasard, fractales et finance, il existe deux types de hasard, le hasard « bénin » et le hasard « sauvage ». Pour le hasard bénin, quand le nombre d'observations augmente, les fluctuations sont de moins en moins importantes (c'est la loi des grands nombres), la loi est gaussienne (c'est le théorème central limite) et le présent est indépendant du passé suffisamment éloigné. Le hasard « sauvage » est très différent puisqu'il correspond à des lois où une simple observation peut changer une moyenne faite de plusieurs milliers d'observations, il rend compte des évènements « catastrophiques » ou « pathologiques ».
« [le hasard sauvage] est très vilain, car il ne permet pas de raisonner en termes de moyennes. Si vous prenez dix villes de France au hasard et si vous ratez Paris, Lyon et Marseille, vous allez faire chuter la taille moyenne dans votre échantillon. Si vous prenez dix villes, dont Paris et neuf villages, la moyenne n'autorise aucune conclusion sur les populations de villes tirées au hasard. » (B. Mandelbrot)
Cette différence montre que l'inférence statistique, c'est-à-dire le fait de déduire d'un échantillon de données de l'information sur le processus qui génère cet échantillon, est une opération éminemment complexe en statistique inférentielle.

### Utilité et utilisation du hasard
On utilise le hasard afin de simplifier les analyses, mais pas seulement : de nombreux phénomènes réels étant imprévisibles, on a besoin de savoir utiliser le hasard si on veut les copier ; c'est notamment le cas pour les simulations.
Les théories des jeux prennent en compte le hasard. Celle des jeux « économiques », de John von Neumann et d'Oskar Morgenstern, montre que les stratégies optimales pour contrer un adversaire sont parfois des stratégies mixtes : il est difficile de prévoir vos mouvements si vous les tirez au hasard, mais encore faut-il effectuer ce tirage d'une façon optimale pour vous et le moins favorable possible pour votre adversaire. Voir Point selle.
La compréhension et la maîtrise des jeux de hasard nécessitent quant à elles une bonne modélisation du hasard.
Les méthodes de calculs numériques basées sur le hasard sont nommées « Méthodes de Monte-Carlo ».

#### Méthodes de Monte-Carlo
Ces méthodes utilisent des nombres aléatoires pour simuler des situations, calculer des intégrales ou résoudre des équations aux dérivées partielles.
Les méthodes de Monte-Carlo sont particulièrement utilisées en physique, où l'on calcule des algorithmes qui permettent ensuite d'analyser des résultats d'expériences.

### Génération de hasard
Puisqu'on utilise le hasard, il serait plus pratique de pouvoir directement le produire, ceci à des fins d'efficacité. Pour cela, on peut par exemple utiliser :
- des phénomènes imprévisibles : dés, roulette, loto ;
- des opérations mathématiques imprévisibles à l'intérieur d'algorithmes : division euclidienne, congruence, carré ;
- des processus physiques : radioactivité, éclair, bruit, lame semi-réfléchissante...

À l'exception des phénomènes basés sur des phénomènes quantiques, ces méthodes ne génèrent qu'un pseudo-hasard, presque indéterminable, ou seulement partiellement indéterminable.

#### Bases de données et dictionnaires
- Notices dans des dictionnaires ou encyclopédies généralistes :   - Britannica
  - Den Store Danske Encyklopædi
  - Encyclopédie de l'Ukraine moderne
  - Gran Enciclopèdia Catalana
  - Internetowa encyklopedia PWN
- Notices d'autorité :   - BnF (données)
  - LCCN
  - GND
  - Israël
  - Tchéquie